# 스티븐 보스

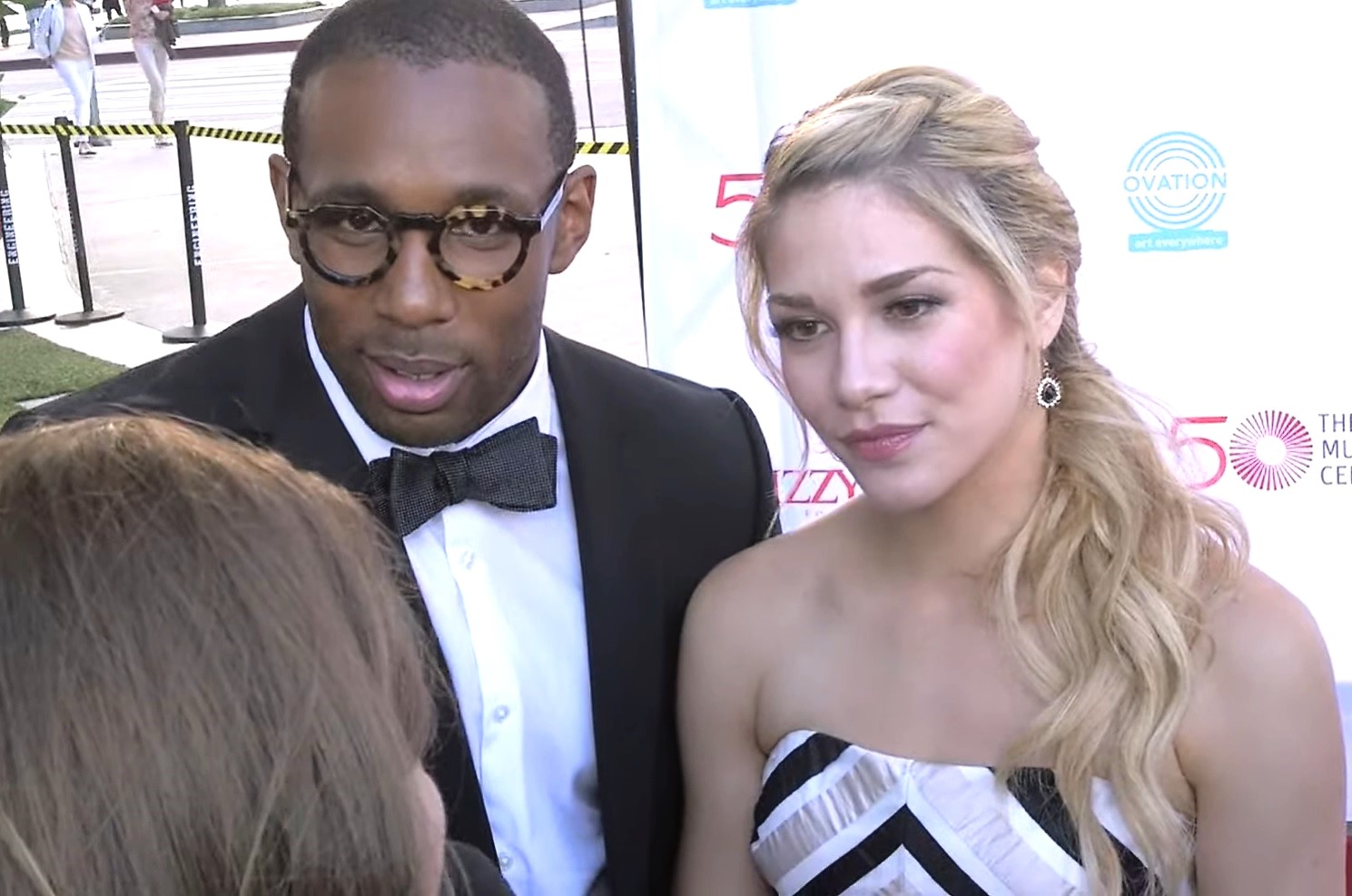
스티븐 보스와 앨리슨 홀커 (2014년)

스티븐 보스(영어: Stephen Laurel "tWitch" Boss, 1982년 9월 29일 ~ 2022년 12월 13일)는 미국의 프리스타일 힙합 댄서, 안무가, 배우, TV 프로듀서이다. 2008년 유 캔 댄스 미국판에서 2위를 차지했다. 2014년부터 2022년 5월까지 그는 《엘런 드제너러스 쇼》에서 엘런 드제너러스의 조수로 출연했으며 프로그램의 공동 제작자이기도 했다. 또한 그는 2018년부터 2020년까지 그의 아내 앨리슨 홀커와 프리폼과 디즈니+에서 《디즈니의 동화 결혼식》을 주최하기도 했다.
2003년 보스는 MTV의 《웨이드 롭슨 프로젝트》(The Wade Robson Project)에서 준결승에 올랐으며 Star Search에서 준우승을 차지했다. 이후 대한민국의 가수 세븐의 안무를 맡았으며 빅뱅을 포함한 다른 YG 엔터테인먼트 아티스트의 안무를 코칭하기도 했다.
2013년 12월 10일에는 대학동기이자 유 캔 댄스에 같이 출연했었던 앨리슨 홀커와 파소로블레스에서 결혼했으며 홀커와 그녀의 전 약혼자 사이에서 태어난 딸을 입양했다. 그리고 2016년 3월, 2019년 11월에 각각 아들과 딸을 출산해, 총 3명의 자녀를 두었다.
2022년 12월 13일, 스티븐 보스는 엔시노의 한 호텔에서 머리에 총상을 입은 채 숨진 상태로 발견되었으며 자살한 것으로 밝혀졌다.